# Phalanger orientalis
Espèce
Statut de conservation UICN

 LC  : Préoccupation mineure
Statut CITES
Le couscous gris,, (Phalanger orientalis) est une espèce de marsupial de la famille des Phalangeridae qui se trouve en Indonésie, Papouasie-Nouvelle-Guinée et les îles Salomon.

## Liste des sous-espèces
Selon MSW:
- sous-espèce Phalanger orientalis breviceps
- sous-espèce Phalanger orientalis orientalis